# Liste der Naturdenkmale im Landkreis Rostock
Die Liste der Naturdenkmale im Landkreis Rostock nennt die Listen der im Landkreis Rostock in Mecklenburg-Vorpommern gelegenen Naturdenkmale.
Im Jahr 2016 waren im Landkreis Rostock 1617 Naturdenkmale registriert. Bei im Jahr 2000 begonnenen Überprüfungen durch die zuständige untere Naturschutzbehörde des Landkreises gab es zumindest 524 davon nicht mehr. Mindestens 708 Naturdenkmale waren im Landkreis Rostock noch vorhanden.
Im  Jahr 2017 gab es im Landkreis 274 Flächennaturdenkmale mit bis zu 30 ha Größe.

## Naturdenkmallisten
Die Liste der Naturdenkmale im Landkreis ist in Teillisten geteilt.
| Kommune/Amt                  | Liste                                                   |
| ---------------------------- | ------------------------------------------------------- |
| Bad Doberan                  | Liste der Naturdenkmale in Bad Doberan                  |
| Dobbin-Linstow               | Liste der Naturdenkmale in Dobbin-Linstow               |
| Dummerstorf                  | Liste der Naturdenkmale in Dummerstorf                  |
| Graal-Müritz                 | Liste der Naturdenkmale in Graal-Müritz                 |
| Güstrow                      | Liste der Naturdenkmale in Güstrow                      |
| Hoppenrade                   | Liste der Naturdenkmale in Hoppenrade                   |
| Kröpelin                     | Liste der Naturdenkmale in Kröpelin                     |
| Krakow am See                | Liste der Naturdenkmale in Krakow am See                |
| Kuchelmiß                    | Liste der Naturdenkmale in Kuchelmiß                    |
| Kühlungsborn                 | Liste der Naturdenkmale in Kühlungsborn                 |
| Lalendorf                    | Liste der Naturdenkmale in Lalendorf                    |
| Neubukow                     | Liste der Naturdenkmale in Neubukow                     |
| Sanitz                       | Liste der Naturdenkmale in Sanitz                       |
| Satow                        | Liste der Naturdenkmale in Satow                        |
| Teterow                      | Liste der Naturdenkmale in Teterow                      |
| Amt Bad Doberan-Land         | Liste der Naturdenkmale im Amt Bad Doberan-Land         |
| Amt Bützow-Land              | Liste der Naturdenkmale im Amt Bützow-Land              |
| Amt Carbäk                   | Liste der Naturdenkmale im Amt Carbäk                   |
| Amt Gnoien                   | Liste der Naturdenkmale im Amt Gnoien                   |
| Amt Güstrow-Land             | Liste der Naturdenkmale im Amt Güstrow-Land             |
| Amt Laage                    | Liste der Naturdenkmale im Amt Laage                    |
| Amt Mecklenburgische Schweiz | Liste der Naturdenkmale im Amt Mecklenburgische Schweiz |
| Amt Neubukow-Salzhaff        | Liste der Naturdenkmale im Amt Neubukow-Salzhaff        |
| Amt Rostocker Heide          | Liste der Naturdenkmale im Amt Rostocker Heide          |
| Amt Schwaan                  | Liste der Naturdenkmale im Amt Schwaan                  |
| Amt Tessin                   | Liste der Naturdenkmale im Amt Tessin                   |
| Amt Warnow-West              | Liste der Naturdenkmale im Amt Warnow-West              |